# Tiv
Tiv(1981년 2월 25일~)은 대한민국의 만화가이자 일러스트레이터이다. 고려대학교 일본어학과 출신이다.

## 참여 작품

### 만화
- 안녕!（WEB코믹 하이!） - 전 2권
- 하느님의 메모장
- [마사무네의 리벤지]

### 의러립벥
- 犬憑きさん（강강ONLINE, 소설：唐辺葉介） - 삽화 담당, 전 2권
- 시간은행 피난시아（더 스니카, 소설：いとうのぶき） - 삽화 담당, 연재 중

### 게임
- 4LEAF 일러스트
- 라그나로크 온라인
- 테일즈위버 - 일부 일러스트를 담당
- EZ2DJ 4th Trax -Over Mind-（음악 Delight의 BGA를 제작, 편집함） - 일부 일러스트를 담당
- DJMAX（음악 Sunny Side, Ladymade Star의 BGA를 제작, 편집함） - 일부 일러스트를 담당